# クローム・ドリームス II
| 専門評論家によるレビュー | 専門評論家によるレビュー |
| レビュー・スコア         | レビュー・スコア         |
| 出典                     | 評価                     |
| ------------------------ | ------------------------ |
| AllMusic                 | [ 1 ]                    |
| The Guardian             | [ 2 ]                    |
| The Observer             | [ 3 ]                    |
| The Times                | [ 4 ]                    |
| Pitchfork Media          | (5.6/10)                 |
| The Independent          | [ 6 ]                    |
| Rolling Stone            | [ 7 ]                    |
| NME                      | (7/10)                   |
| Spin                     | [ 9 ]                    |
| Uncut                    | [ 10 ]                   |

『クローム・ドリームス II』（Chrome Dreams II）は、カナダ系アメリカ人ミュージシャン、ニール・ヤングの30枚目のスタジオ・アルバム。

## 概要
2007年10月23日に2枚組LPと1枚組CDでリリースされた。アルバム名は、1977年にリリースが予定されていたものの、『アメリカン・スターズン・バーズ』のためにお蔵入りになったニール・ヤングの伝説的アルバム『クローム・ドリームス』にちなんでいる。
このアルバムは全米ビルボード200チャートで初登場11位、初週に約5万4千枚を売り上げた。また、2009年の第51回グラミー賞では、「No Hidden Path」が最優秀ソロ・ロック・ヴォーカル・パフォーマンス賞にノミネートされた。

## 作詞、作曲
このアルバムには、様々な音楽スタイルと長さを持つ様々なタイプの曲がミックスされている。ヤングによれば
私のオリジナル・レコーディングのいくつかに基づいた形式のアルバムで、1つの特定のタイプの曲というよりは、バラエティに富んだ曲で構成されている。『リヴィング・ウィズ・ウォー』や『エヴリバディズ・ロッキン』がひとつの主題やスタイルに焦点を当てたアルバムだったのに対し、『クローム・ドリームスII』は『アフター・ザ・ゴールド・ラッシュ』や『フリーダム』のような、さまざまなタイプの曲が一緒になってひとつのフィーリングを形成しているアルバムだ。ラジオ・フォーマットがかつてほどの影響力を持たなくなった今、曲のタイプやサウンドに関係なく、全体を貫くメッセージを持った、あらゆるフォーマットを横断するアルバムをリリースすることが容易になった。初期のリスナーの中には、このアルバムはポジティブでスピリチュアルだと言う人もいた。私は、このアルバムが人間のあり方に焦点を当てていると思いたい。私のレコーディングの多くがそうであるように、このアルバムも以前の素材をあちこちに使っている。昔はよくそうしていたんだ。「Ordinary People」のように、適切な時期を待つ必要がある曲もある。今がその曲の適切な時期だと思うし、ここ数ヶ月で書いた新曲とうまく調和している。この曲を作るのはとても楽しかった。
『クローム・ドリームス II』の最初の3曲は1980年代のものであり、「Beautiful Bluebird」は1985年、『オールド・ウェイズ』のセッションで初めてレコーディングされた。「Boxcar」は『フリーダム』と『傷だらけの栄光』のセッションで収録されたが、最終的には両アルバムから外された。両曲とも新録音として『クローム・ドリームスII』に収録されている。
約18分の「Ordinary People」は1988年7月、アルバム『フリーダム』の初期セッションで録音された。ヤングのブルーノーツ・ツアーのバック・ミュージシャンが参加している。この曲はアルバムのファースト・シングルとしてリリースされた。
ニール・ヤングのウェブサイト「ニール・ヤング・アーカイヴス」の2020年の投稿によると、「Dirty Old Man」の歌詞は、「アルコール依存症の最も醜い部分。アルコール依存症が人々にもたらすものが本当に憎い」とのこと。
壮大な「No Hidden Path」はヤングの牧場での長い散歩にインスパイアされた。彼は2019年の自身のウェブサイトへの投稿で、この曲は 「私が定期的に散歩していたブロークン・アローの森について 」だと説明している。この曲は、2009年に公開されたジョナサン・デミ監督の映画『ニール・ヤング・トランク・ショー』の目玉としてフィーチャーされている。

## レコーディング
『クローム・ドリームス II』はザ・ボリューム・ディーラーズ（ニール・ヤング＆ニコ・ボーラス）がプロデュースし、クレイジー・ホースのドラマー、ラルフ・モリーナ、ペダル・スティール・ギタリストでドブロ奏者のベン・キース（『ハーヴェスト』、『カムズ・ア・タイム』、『ハーヴェスト・ムーン』）、ベーシストのリック・ロサス（『フリーダム』、『リヴィング・ウィズ・ウォー』、『ディス・ノーツ・フォー・ユー』）のアンサンブルがフィーチャーされている。ホーン・セクションのブルーノート・ホーンズが1曲の 「Ordinary People」に参加し、ニューヨークのヤング・ピープルズ・コーラスが 「The Way」に参加している。レコーディングのほとんどは、カリフォルニア州レッドウッド・シティ近郊にあるフィールグッドのガレージ・スタジオで、オーバーダビングはほとんどせずにライヴで行われた。

## トラックリスト
| #   | タイトル               | 作詞 | 作曲・編曲 | 時間  |
| --- | ---------------------- | ---- | ---------- | ----- |
| 1.  | 「Beautiful Bluebird」 |      |            | 4:27  |
| 2.  | 「Boxcar」             |      |            | 2:44  |
| 3.  | 「Ordinary People」    |      |            | 18:13 |
| 4.  | 「Shining Light」      |      |            | 4:43  |
| 5.  | 「The Believer」       |      |            | 2:39  |
| 6.  | 「Spirit Road」        |      |            | 6:32  |
| 7.  | 「Dirty Old Man」      |      |            | 3:17  |
| 8.  | 「Ever After」         |      |            | 3:32  |
| 9.  | 「No Hidden Path」     |      |            | 14:31 |
| 10. | 「The Way」            |      |            | 5:15  |

## 参加ミュージシャン
主要メンバー
- ニール・ヤング - アコースティックギター、エレキギター、バンジョー、ハーモニカ、グランドピアノ、ポンプオルガン、ハモンドB-3オルガン、バイブ、パーカッション、ヴォーカル
- ベン・キース - ペダルスティール・ギター、ラップスライドギター、ドブロ、エレキギター、ハモンドB-3オルガン、ヴォーカル
- リック・ローザス - ベースギター、ヴォーカル
- ラルフ・モリーナ - ドラム、パーカッション、ヴォーカル

"Ordinary People"
- ニール・ヤング - エレクトリック・ギター、ヴォーカル
- ジョー・カナック - ヴォーカル
- フランク・"ポンチョ"・サンペドロ - ギター
- リック・ローサス - ベース・ギター
- チャド・クロムウェル - ドラム
- ベン・キース - アルト・サックス
- スティーブ・ローレンス - テナー・サックス、キーボード
- ラリー・クラッグ - バリトン・サックス
- クロード・カイリエ - トロンボーン
- ジョン・フーモ - トランペット
- トム・ブレイ - トランペット（ソロ）

バックグラウンド・ボーカル
- ザ・ワイアット・アープス（ベン・キース、ラルフ・モリーナ、ニール・ヤング
- ザ・ジェーン・ワイアッツ（ナンシー・ホール、アニー・ストッキング、ペギ・ヤング）
- ザ・ダーティ・オールド・メン（ラリー・クラッグ、ベン・キース、ラルフ・モリーナ、リック・ロサス、ニール・ヤング）
- ニューヨーク市ヤング・ピープルズ・コーラス（「ザ・ウェイ」のコーラス）
  - フランシスコ・J・ヌニェス（芸術監督兼創設者）
  - エリザベス・ヌニェス（指揮者）

制作スタッフ
- ニコ・ボーラス - 録音、ミキシング
- ジョン・ハウスマン - エンジニア補佐
- ロブ・クラーク - エンジニア補佐、編集
- ジョン・ノウランド - アナログ・デジタル・トランスファー
- ティム・マリガン - マスタリング、編集（「Ordinary People」）
- ブレント・ウォルトン、ティム・マッコルム - エンジニア補佐
- コリン・スズキ、エリック・ファイファー - エンジニア補佐（「The Way」）
- ダレル・ブラウン、ニール・ヤング - 聖歌隊編曲（「The Way」）
- エリオット・ロバーツ - 演出

DVD制作スタッフ
- バーナード・シェイキー（ニール・ヤング） - 演出
- L.A.ジョンソン - 制作、写真撮影
- エリオット・ラビノウィッツ - 制作総指揮
- ウィル・ミッチェル - 制作、写真撮影
- トシ・オオヌキ（大貫敏之） - 編集、アートディレクション
- マイク・デロセット - 編集
- リッチ・ウィンター - オーサリング、メニューデザイン
- ラリー・クラッグ、アンソニー・クロフォード - 写真撮影